# Isohypsibius ceciliae
Isohypsibius ceciliae är en djurart som tillhör fylumet trögkrypare, och som beskrevs av Giovanni Pilato och Maria Grazia Binda 1987. Isohypsibius ceciliae ingår i släktet Isohypsibius och familjen Hypsibiidae. Inga underarter finns listade i Catalogue of Life.